# Kłamstewka
Kłamstewka (fr. De vrais mensonges) – francuska komedia romantyczna z 2010 roku.

## Opis fabuły
Szefowa salonu fryzjerskiego Emilie dostaje anonimowy list miłosny. Nie wie, że jego autorem jest jej pracownik - nieśmiały Jean. Emilie postanawia podrzucić list swojej matce Maddy, która nie może pogodzić się z odejściem męża. Emilie liczy na to, że matka po otrzymaniu listu odzyska radość życia. Jednak skutki jej postępku okazują się nieprzewidywalne.

## Obsada
- Audrey Tautou: Émilie
- Nathalie Baye: Maddy, matka Emilie
- Sami Bouajila: Jean
- Stéphanie Lagarde: Sylvia
- Judith Chemla: Paulette
- Daniel Duval: ojciec Emilie